# Dieter Spöri

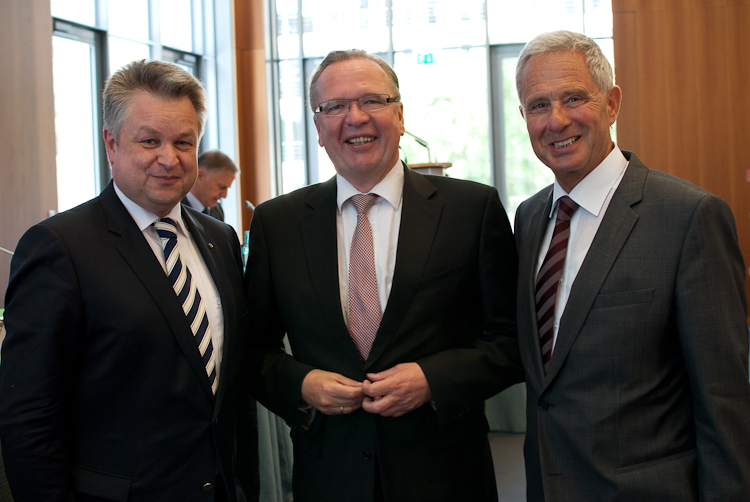
Dieter Spöri (rechts) mit seinem Nachfolger als EBD-Präsident Rainer Wend (Mitte) und Staatsminister Michael Georg Link (links) 2012

Dieter Spöri (* 15. Mai 1943 in Stuttgart) ist ein deutscher Politiker der SPD. Er war von 1992 bis 1996 stellvertretender Ministerpräsident und Wirtschaftsminister des Landes Baden-Württemberg. Von 2006 bis 2012 war er Präsident des Netzwerks Europäische Bewegung Deutschland.

## Studium und erste berufliche Tätigkeit
Spöri studierte in Tübingen Wirtschaftswissenschaften und galt dort, neben Rudolf Hickel, als eines der führenden Mitglieder der Studentenbewegung von 1968. Nach dem Studienabschluss als Diplom-Volkswirt war Spöri von 1970 bis 1974 Stellvertretender Leiter des Instituts für Südwestdeutsche Wirtschaftsforschung in Stuttgart und bis 1975 Lehrbeauftragter für Wirtschaftspolitik an der Universität Stuttgart. Spöri wurde 1973 an der Universität Konstanz Dr. rer. soc. promoviert. Seine Dissertation trug den Titel Regionale Wirtschaftspolitik und räumliche Einkommensverteilung: eine kritische Bestandsaufnahme der Regionalpolitik am Beispiel Baden-Württembergs.

## Partei
Spöri trat 1970 in die SPD ein, in welcher er unter anderem von 1975 bis 1998 dem Landesvorstand in Baden-Württemberg sowie von 1988 bis 1998 dem Bundesvorstand angehörte. Spöri kandidierte insgesamt dreimal als Spitzenkandidat der SPD in Baden-Württemberg für das Amt des Ministerpräsidenten. Bei der baden-württembergischen Landtagswahl 1988 trat er gegen Ministerpräsident Lothar Späth an. Die Wahl brachte im Ergebnis keine gravierenden Veränderungen: Die CDU konnte mit einem Stimmenanteil von 49,1 Prozent der Stimmen und Verlusten in Höhe von 2,9 Prozentpunkten ihre absolute Mehrheit an Mandaten behaupten. Demgegenüber stagnierte die SPD mit einem Ergebnis von 32,0 Prozent der Stimmen und einem minimalen Verlust von 0,4 Prozentpunkten. Bei der Landtagswahl 1992 trat Spöri gegen Erwin Teufel an. Bei dieser Wahl erlitten beide Volksparteien erhebliche Stimmenverluste (CDU: 39,6 %, ein Verlust in Höhe von 9,5 Prozentpunkten; SPD: 29,4 % der Stimmen, minus 2,6 Prozentpunkte). Auf Grund des Einzugs der Republikaner in den Landtag bildeten jedoch beide Parteien eine Koalition, in welcher Spöri stellvertretender Ministerpräsident und Wirtschaftsminister der Großen Koalition unter Erwin Teufel wurde. Nachdem die SPD unter seiner dritten Spitzenkandidatur bei der Landtagswahl 1996 mit 25,1 Prozent ihr bis dahin schlechtestes Ergebnis seit Landesgründung erreichte und Erwin Teufel die große Koalition zugunsten einer nunmehr möglichen Koalition mit der FDP aufkündigte, zog Spöri sich aus der Politik zurück, bringt sich aber immer wieder in die Diskussion zur Zukunft seiner Partei ein.
2010 rief Spöri gemeinsam mit anderen SPD-Politikern zu einem Volksentscheid zum Stuttgart 21-Projekt zum Umbau des Hauptbahnhofes auf.

## Mandate und öffentliche Ämter
Von 1976 bis 1988 war Spöri Bundestagsabgeordneter. Hier war er von 1984 bis 1988 Steuerpolitischer Sprecher der SPD-Bundestagsfraktion und Obmann im Finanzausschuss des Deutschen Bundestages. Bei seiner ersten Spitzenkandidatur 1988 gewann Spöri das Direktmandat im Wahlkreis Heilbronn und wechselte vom Bundestag in den Landtag von Baden-Württemberg. Hier wurde er auch zum Fraktionsvorsitzenden und damit zum Oppositionsführer gewählt. Nach seiner zweiten Spitzenkandidatur 1992 war Spöri bis 1996 stellvertretender Ministerpräsident und Wirtschaftsminister. Zudem war er von 1993 bis 1994 Vorsitzender der deutschen Wirtschaftsminister-Konferenz. Nach seinem Ausscheiden aus dem Ministeramt gehörte er noch bis Februar 1997 mit einem Zweitmandat im Wahlkreis Heilbronn dem Landtag an. Dann legte er sein Mandat nieder, das vom Abgeordneten Mario Capezzuto übernommen wurde.

## Nach der Parteipolitik
Von 1999 bis 2008 war Spöri für die Daimler AG in Berlin Bevollmächtigter bei der Bundesregierung mit Sitz im Haus Huth am Potsdamer Platz. Bis 2007 war er Mitglied im Aufsichtsrat des Software-Konzerns SAP. Seit 1. September 2008 ist Dieter Spöri in der Funktion des Generalbevollmächtigten und Gesellschafters des Personalberatungsunternehmens PMCi. Seit seinem Ausscheiden bei Daimler gibt Spöri zunehmend kritische Kommentare zur aktuellen europäischen und deutschen Wirtschaftspolitik sowie zur Parteienfinanzierung. Seit Juni 2014 ist Dieter Spöri einer der Herausgeber des Blogs „Blog der Republik“.

## Europapolitik
Bereits während seiner Zeit als Baden-Württembergischer Wirtschaftsminister beteiligte sich Dieter Spöri aktiv an europapolitischen Diskussionen. Besonders im Fokus stand er in den Jahren 1994–1996 durch seine Kritik an der in seinen Augen verfrühten Einführung des Euro. Spöri machte sich dabei vor allem für eine konsequent strikte Einhaltung der Maastrichter Konvergenzkriterien stark, was zum gegebenen Zeitpunkt in einer Art „Mini-Währungsunion zwischen Deutschland und Frankreich“ gemündet hätte. Diese Variante betrachtete er jedoch als große Gefahr für deutsche Arbeitsplätze, welche auf Grund der zwangsläufig weiter abgewerteten Konkurrenz von Ländern außerhalb der Währungsunion wegfallen könnten. Er schlug daher eine Verschiebung der Einführung um fünf Jahre vor, um Ländern wie Italien oder Spanien Zeit für notwendige wirtschaftspolitische Angleichungsprozesse zu schaffen.
Im September 2011 gab Dieter Spöri dem Nachrichtenportal Euractiv ein Interview, in dem er nicht nur auf seine Mitte der 1990er Jahre aufgeworfenen Kritikpunkte an der Währungsunion eingeht, sondern sich entschieden gegen ein innenpolitisches wahltaktisches „Griechenland-Bashing“ ausspricht: „Man muss wissen, dass eine solche Insolvenz, mit der jetzt einige Leichtmatrosen spielen, ein hochriskantes Abenteuer mit völlig ungewissem Ausgang ist, bei dem auch Portugal, Spanien, Italien und andere in den Krisenstrudel hinein gezogen werden könnten. Da spielen einige mit dem Feuer.“
Von Juni 2006 bis Juli 2012 war Spöri Präsident des Netzwerks Europäische Bewegung Deutschland und folgte damit der ehemaligen EU-Kommissarin Monika Wulf-Mathies (Wiederwahl 2008 und 2010). Im Juli 2012 wurde Spöri nach Ablauf der maximal möglichen drei Amtszeiten als Präsident von Rainer Wend abgelöst und zum Ehrenpräsidenten der Europäischen Bewegung Deutschland ernannt.